# Bokulla
Bokulla är en ö i Finland.   Den ligger i kommunen Pargas i den ekonomiska regionen  Åboland  och landskapet Egentliga Finland, i den sydvästra delen av landet, 200 km väster om huvudstaden Helsingfors. Arean är 0,44 kvadratkilometer.
Terrängen på Bokulla är mycket platt. Öns högsta punkt är 13 meter över havet. Den sträcker sig 0,7 kilometer i nord-sydlig riktning, och 0,9 kilometer i öst-västlig riktning.
Bokulla sitter ihop med Storskär via ett smalt näs. Näset utgör också östra gränsen för det naturskyddsområde som omfattar Bokulla och Huslandet men inte Storskär.
Farleden mellan Utö och Jurmo passerar över Vidskärs fjärden norr om Bokulla där den märks ut av fyren Bokullankivi på Bokulla sten. Söder om Bokulla ligger flera mindre skär som Bokull ören, Syndaskär, Syndaskärs kläppen och Bokull gaddarna.